# Stylidium dilatatum
Stylidium dilatatum är en tvåhjärtbladig växtart som beskrevs av W.D.Jacks. och R.J.E.Wiltshire. Stylidium dilatatum ingår i släktet Stylidium och familjen Stylidiaceae. Inga underarter finns listade i Catalogue of Life.